# Künstlerhaus Dortmund

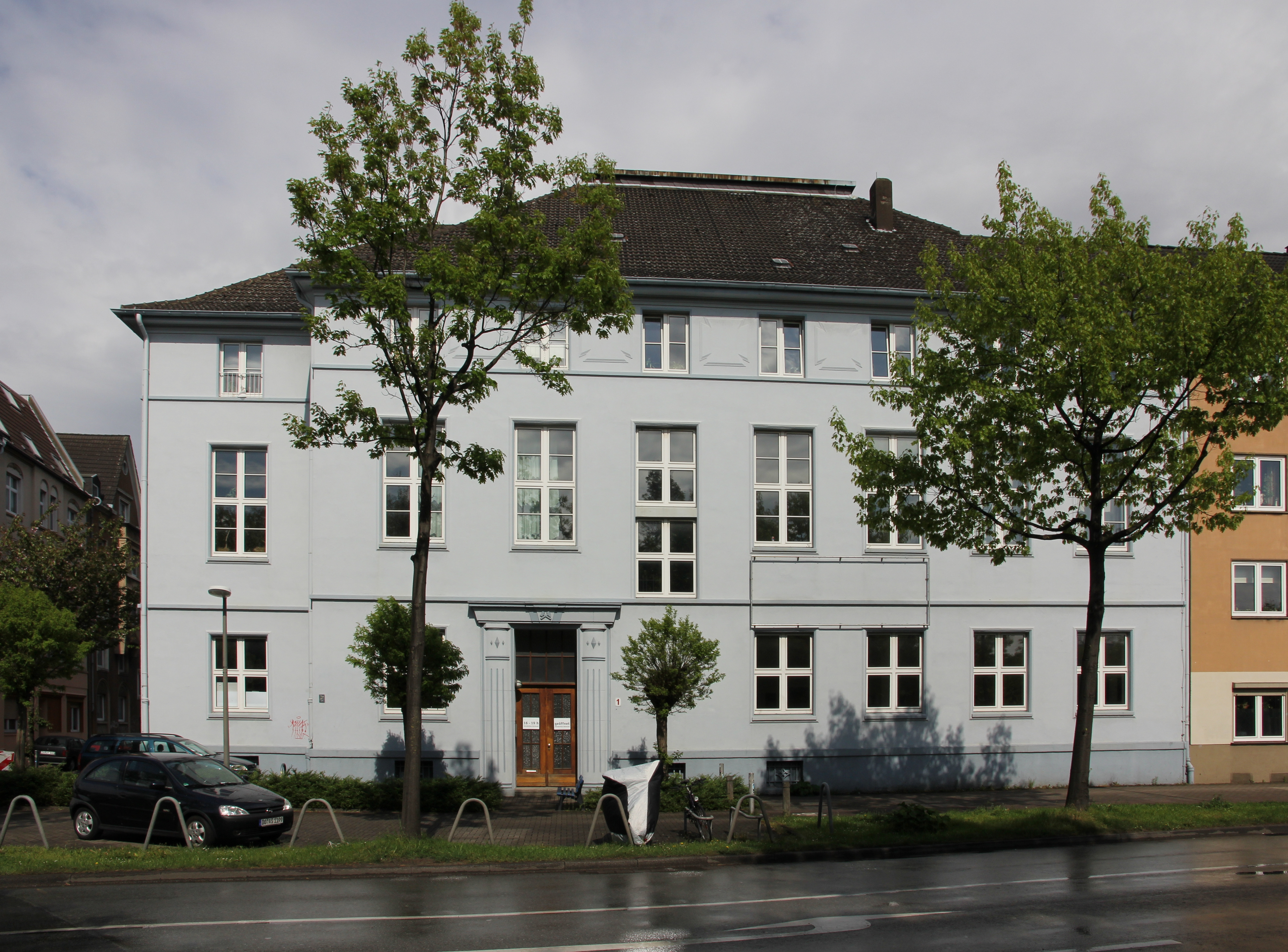
Ansicht vom Sunderweg (2013)

Das Künstlerhaus Dortmund ist ein seit 1983 bestehendes Ausstellungs- und Atelierhaus in Dortmund.

## Beschreibung
Das Haus wird in Selbstorganisation mit Unterstützung der Stadt Dortmund geführt und ist Ausstellungsort für zeitgenössische und experimentelle Kunst. Das Künstlerhaus dient als Spielstätte unterschiedlicher Kunstrichtungen von Malerei, Bildhauerei, Grafik, Fotografie, Film, Video, Rauminstallationen bis hin zu Neuen Medien. Dieses Spektrum spiegelt sich sowohl in den Arbeitsfeldern der Mitglieder als auch in den Ausstellungen wider, die von den Mitgliedern als Gruppenausstellungen mit und für Künstler von außerhalb des Hauses organisiert werden. Der Schwerpunkt auf zeitgenössischer und experimenteller Kunst fördert insbesondere junge, nicht etablierte Künstler.
Untergebracht ist die Ateliergemeinschaft in einem 1924 als Waschkaue der Zeche Westphalia errichteten Gebäude in der Dortmunder Nordstadt unweit des Dortmunder Hauptbahnhofs. Später diente das Gebäude als Verwaltungssitz der Westfälischen Wohnstätten AG und der Deutschen Edelstahlwerke. Nach einer Nutzung durch den Fachbereich Design der Fachhochschule Dortmund wurde es durch Studenten besetzt und in Selbstverwaltung geführt. 1987 wurde das Künstlerhaus mit Mitteln des Landes Nordrhein-Westfalen renoviert und offiziell anerkannt.
Das Künstlerhaus lebt von der aktiven Mitarbeit der Vereinsmitglieder, die sich mit der Übernahme eines Ateliers zu ehrenamtlichem Engagement u. a. für die Konzipierung und Organisation des Ausstellungsprogrammes verpflichten. Der Output an Veranstaltungen hat sich über die Jahre kontinuierlich erhöht, so dass eine professionelle Organisationsstruktur nötig wurde. Seit 1998 gibt es eine Geschäftsführung, die den Verein in seiner Arbeit unterstützt.
Das Künstlerhaus wird von internationalen Gästen als sogenannte „Workstation“ für Arbeitsaufenthalte und ortsbezogene Neuproduktionen genutzt. Seit 2005 ist eine etwa zweimonatige Sommer-Residency mit einer Abschluss-Präsentation für einen von einer Jury des Hauses ausgewählten internationalen Künstler fester Bestandteil des Programms. Dadurch und aufgrund der interdisziplinären Ausrichtung des Künstlerhauses Dortmund wird ein stetig wachsendes Netzwerk von Kontakten zu verschiedenen kulturellen Einrichtungen der Region sowie zu internationalen Institutionen geknüpft.
Das Künstlerhaus Dortmund ist ein eingetragener Verein. Die Planung, Organisation und Durchführung von Ausstellungen und anderen Veranstaltungen obliegt den Mitgliedern des Vereins. Ein festangestellter Geschäftsführer unterstützt den Verein in seiner Arbeit.

## Mitglieder
- Debora Ando
- Janna Banning
- Anett Frontzek
- Cornelius Grau
- Horst Herz
- Barbara Koch
- Willi Otremba
- Dirk Pleyer
- Gaby Peters
- Denise Ritter
- Lex Rütten
- Maria Schleiner
- Silke Schönfeld
- Jana Kerima Stolzer
- Jens Sundheim
- Elly Valk-Verheijen
- Adriane Wachholz
- Achim Zepezauer

## Künstler im Netzwerk (K.i.N.)
- Patrick Borchers
- Marc Bühren
- Jörg Daniel
- Andreas Drewer
- Tina Dunkel
- Etta Gerdes
- Barbara Hlali
- Silvia Liebig
- Dagmar Lippok
- Paola Manzur
- Babette Martini
- Linda Opgen-Rhein
- Gaby Peters
- Ulrike Rutschmann
- Arno Schidlowski
- Ulrich Weber
- Denise Winter
- Marco Wittkowski
- Hannes Woidich

## Geschäftsführung und Vorstand
- Geschäftsführerin: Pia Wojtys[1]
- 1. Vorsitzender: Jens Sundheim
- 2. Vorsitzende: Elly Valk-Verheijen
- Schriftführer: Silke Schönfeld
- Kassenwartin: Debora Ando
- Beisitzer: Janna Banning, Willi Otremba